# 霹靂嬌娃 (電影)
是一部2000年上映的电影。这部电影的最初故事来源于20世纪70年代的美国电视连续剧查理的天使，在电视剧中有三名美丽的女特工为查理执行各种任务。2003年时，这部电影还拍摄了续集电影《霹靂嬌娃：全速進攻》。

## 情節
三位美丽而又充满智慧的女特工受雇于神秘的老板查理，这位私人老板只通过扬声器与他的女下属们联系。这三位女特工身怀绝技，以一敌五。她们可以驾驶各种高性能的交通工具，利用最先进的高科技装备和专业的军用装备执行任务。不执行任务的时候，她们则伪装成艺妓、芭蕾舞演员和赛车手。在本片中，克诺斯科技公司的创始人，年轻帅气的天才程序员埃瑞克·克诺斯在自己的办公室内被人绑架了。他开发的声音识别程序优于现有的指纹识别系统，如果这套软件结合上全球定位系统之后将可以跟踪任何人，甚至包括查理。如果这套软件落入了坏人手里，将会严重威胁全球安全。克诺斯公司的总裁认识查理和他的三名女孩。雇佣他们去追踪克诺斯的下落。三位特工这次的任务就是营救这名天才程序员，她们将目光锁定在了克诺斯的竞争对手柯温身上。此人开发了红星系统，是全球最大的通信卫星网络，后来特工们利用各种手段追踪柯温和克诺斯。除了跳下飞机、入侵电脑之外，她们还会在追踪嫌疑犯的时候停下来调情，或是在命悬一线的打斗中接听男朋友的电话。

## 角色
- 卡麥蓉·狄亞飾娜塔莉（Natalie）
- 茱兒·芭莉摩飾黛蘭（Dylan）
- 劉玉玲飾愛莉克絲（Alex）
- 山姆·洛克威尔飾艾瑞克·克诺斯（Eric Knox）
- 提姆·柯瑞飾柯温（Roger Corwin ）[7]